# Dubbelkloster
Dubbelkloster avser ett kloster med både manliga och kvinnliga medlemmar.
I de ursprungliga kristna klostren som uppkom under 300-talet var det vanligt med män och kvinnor i samma kloster. Dubbelkloster förbjöds på andra konciliet i Nicaea år 787 och dubbelklostren i Europa gjordes då om till nunnekloster medan munkarna grundade egna kloster. Under 1100-talet började dock dubbelkloster återigen utvecklas i det katolska Västeuropa, särskilt i benediktinordens kloster; när birgittinorden uppkom på 1300-talet, övertog orden denna tradition. Dubbelkloster var tidvis kontroversiella, och sågs med viss misstänksamhet på grund av de potentiella riskerna med sexuella skandaler då nunnor och munkar bodde i samma kloster, men var förhållandevis vanliga på sina håll i slutet av medeltiden. Nunnor och munkar delade kyrka, men bodde i övrigt i separata utrymmen och lokaler på klosterområdet. Efter reformationen och motreformationen blev de mer ovanliga. 